# 太灰蝶屬
太灰蝶屬（學名：Teratoneura）是灰蝶科圓灰蝶亞科琳灰蝶族中的一個屬。物種分佈於非洲，臨域種化產生了兩個物種。

## 物種
- Teratoneura congoensis
- 太灰蝶 Teratoneura isabellae